# Musée d'Art moderne de Medellín
Le musée d'art moderne de Medellín (espagnol : Museo de Arte Moderno de Medellín) est un musée situé dans la ville de Medellín, capitale du département de Antioquia en Colombie. Il est consacré à la recherche, la conservation et la diffusion dans les domaines des arts modernes et contemporains. Il fut fondé en 1978 et est connu sous le nom de "El MAMM" (sigle de Museo de Arte Moderno de Medellín).

## Le bâtiment
Le musée dispose de trois salles d'exposition, une salle expérimentale, une salle de cinéma et un magasin qui fait également office de restaurant.

## Collections artistiques
Le musée possède 233 œuvres de la peintre antioqueña Débora Arango, soit la plus grande partie de ses œuvres existantes. Le Ministère de la Culture a déclaré les œuvres de cette collection Bienes de Interés Cultural de Orden Nacional en 2004.
Sont également exposées des œuvres d'autres artistes importants de renommée nationale ou internationale tels Enrique Grau, Óscar Muñoz, Manuel Hernández, Jorge Julián Aristizábal, Hernando Tejada, Ethel Gilmour, Álvaro Barrios, Hugo Zapata et Beatriz González.